# Музей Рінгве
Музей Рінгве (норв. Ringve Museum) — норвезький національний музей музики і музичних інструментів з усього світу.
Розташований у місті Тронгейм у центральній частині Норвегії. Нині[коли?] в музеї є понад 2 000 музичних інструментів. Музей заснувала 11 жовтня 1952 Вікторія Бакке (1897—1963, до шлюбу Ростіна).
Вікторія народилася в Росії. Батько — Михайло Ростін, мати — Софія Ростіна. У сім'ї було 9 дітей: Валентина, Юлія, Єлизавета, Ігнатій, Теодор, Серафима, Микола та Вікторія. Старші дочки померли в ранньому віці.
У 1917 році Вікторія разом із сестрою Валентиною опинилася в Норвегії. Вона стала дружиною нащадка старовинного роду Крістіана Бакке. Крістіан хотів у своєму маєтку заснувати музей музичних інструментів, але не встиг, бо помер в 1946 році. Вікторія взяла на себе це завдання і почала збирати експонати.
Завдання було не з легких, бо вона була обмежена в коштах. Але вона була наполеглива і вміла вмовляти. Їй вдавалася купувати інструменти за цінами нижче запитуваних. І завдяки її праці в 1952 року Музей Рінгве відкрив свої двері.

## Деякі фотографії

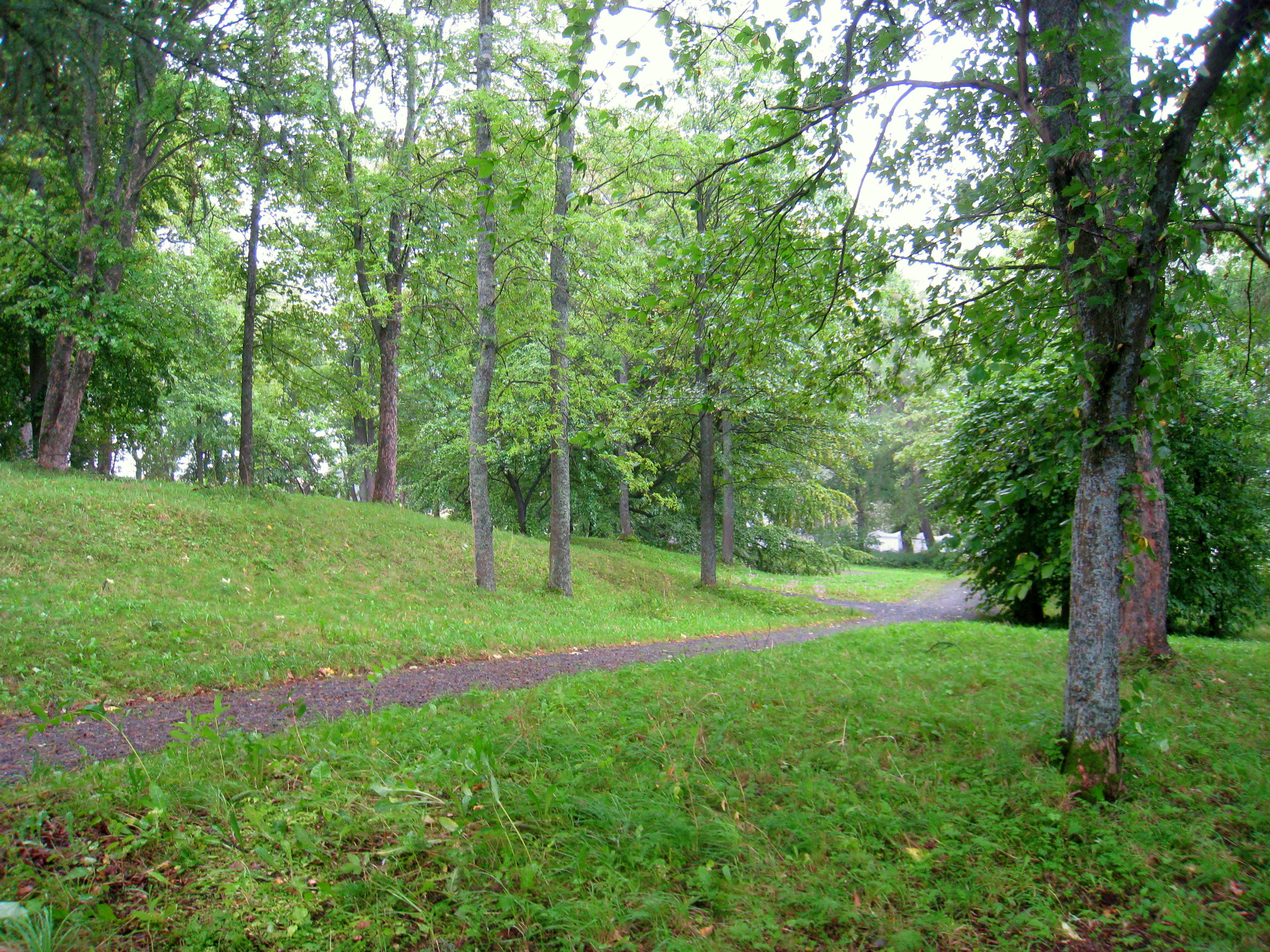
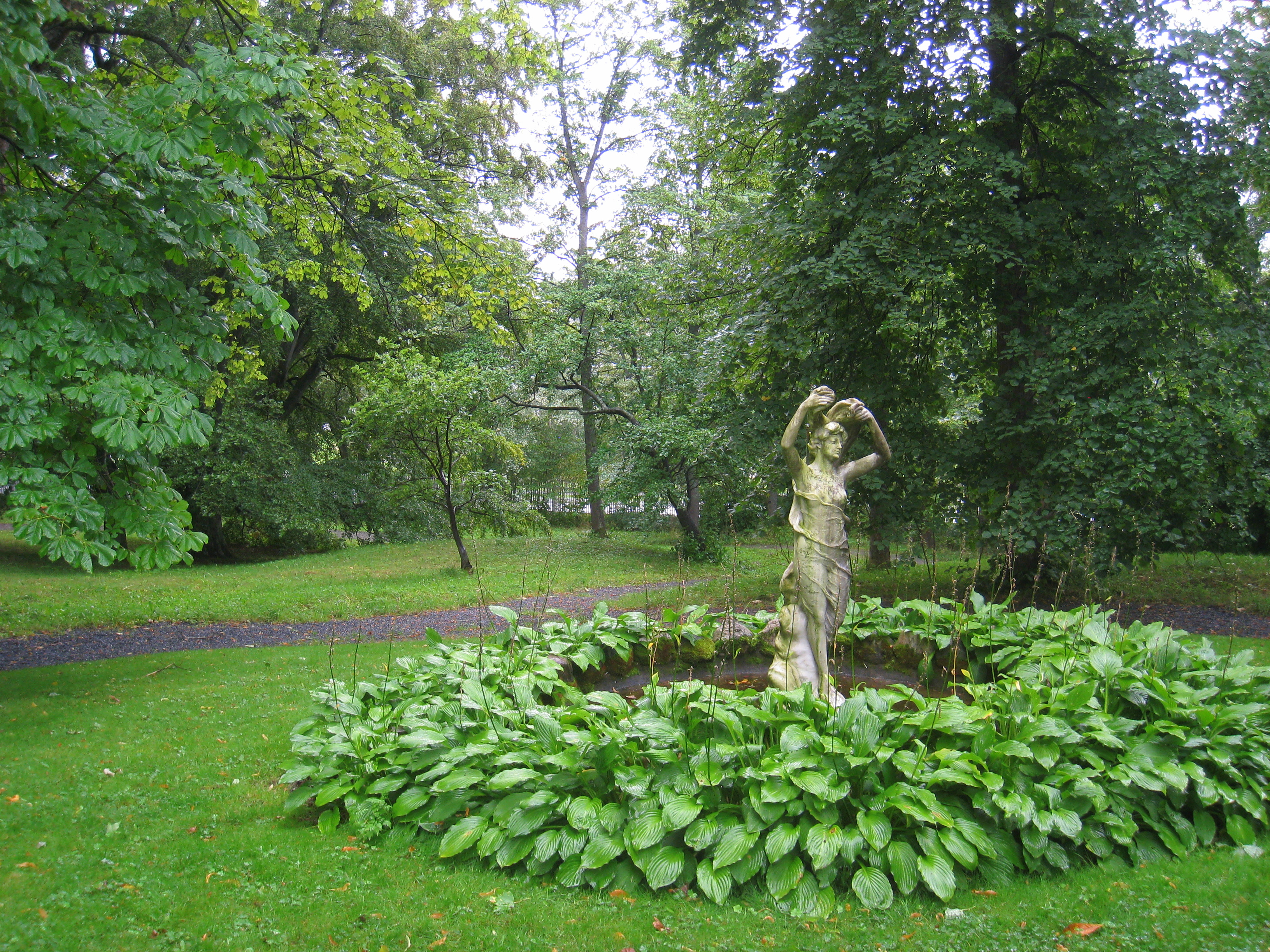
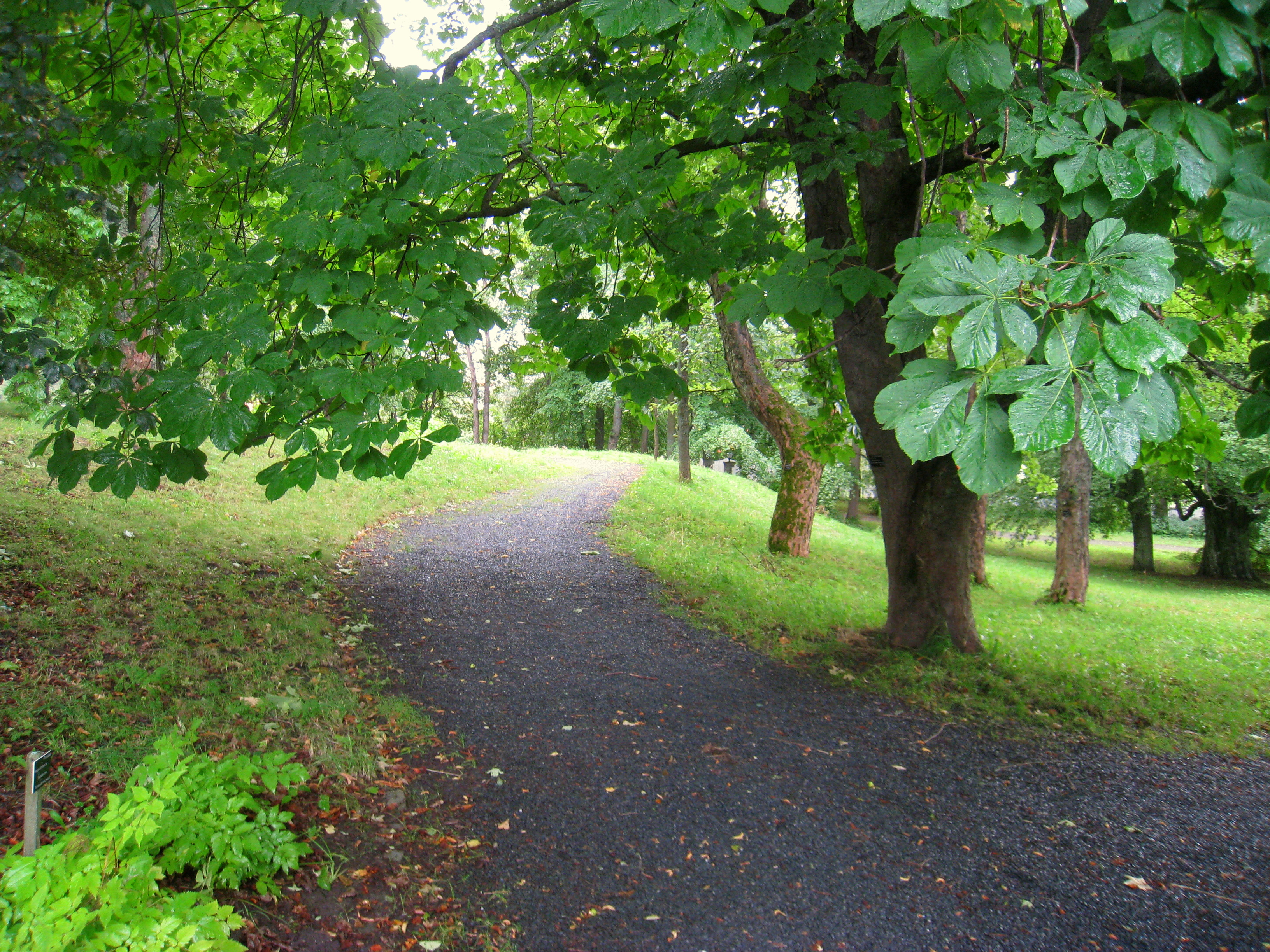
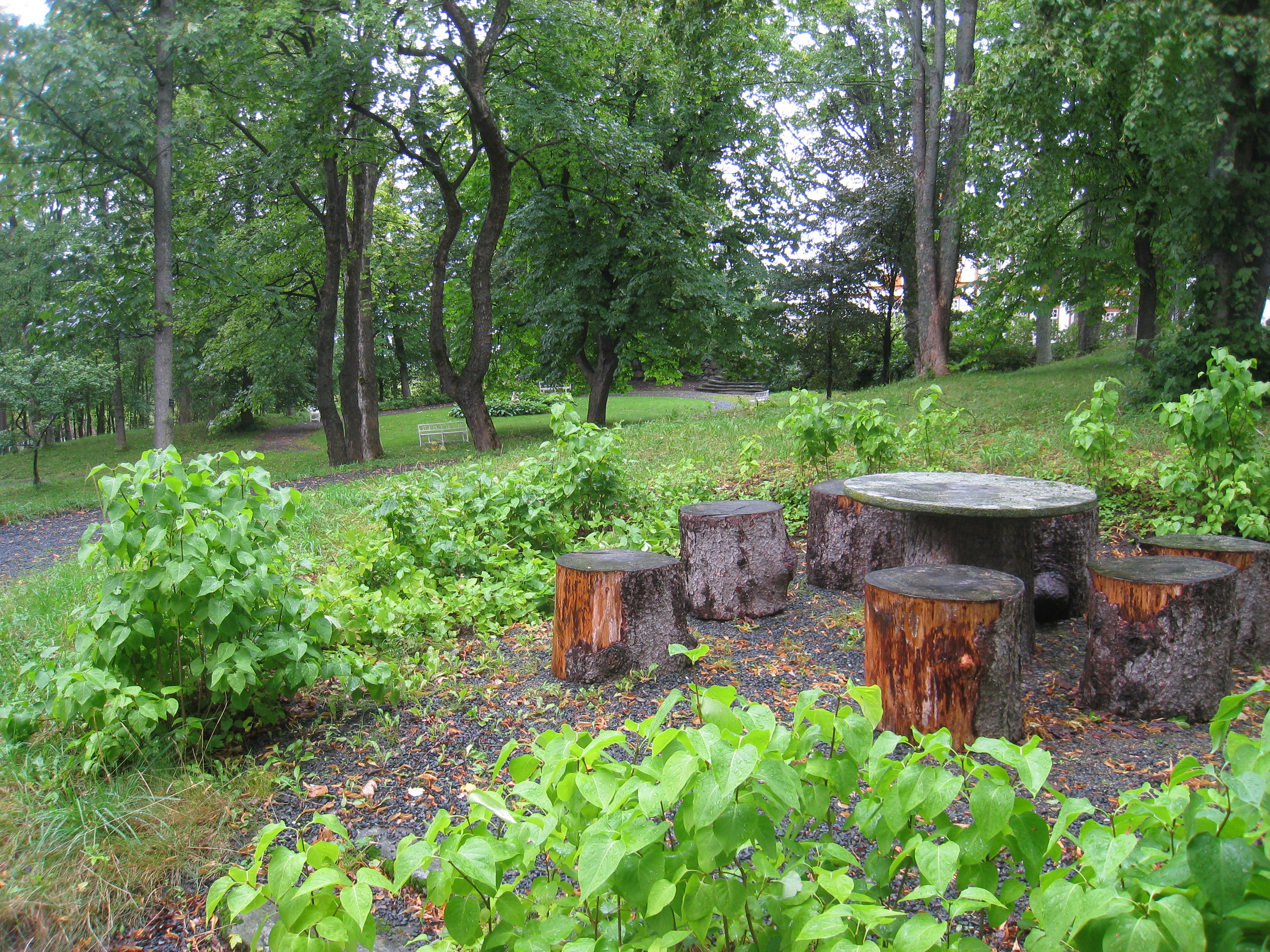
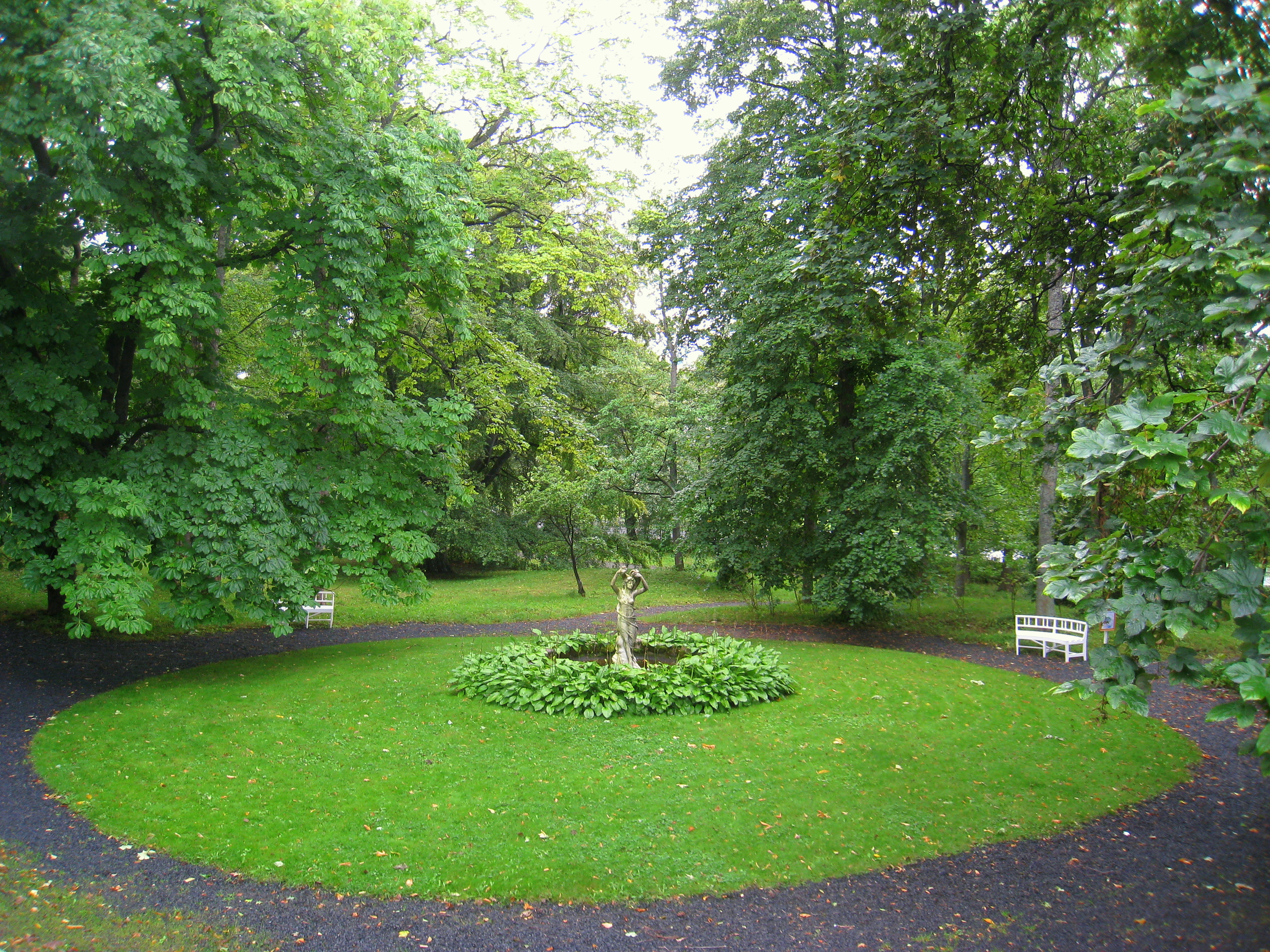
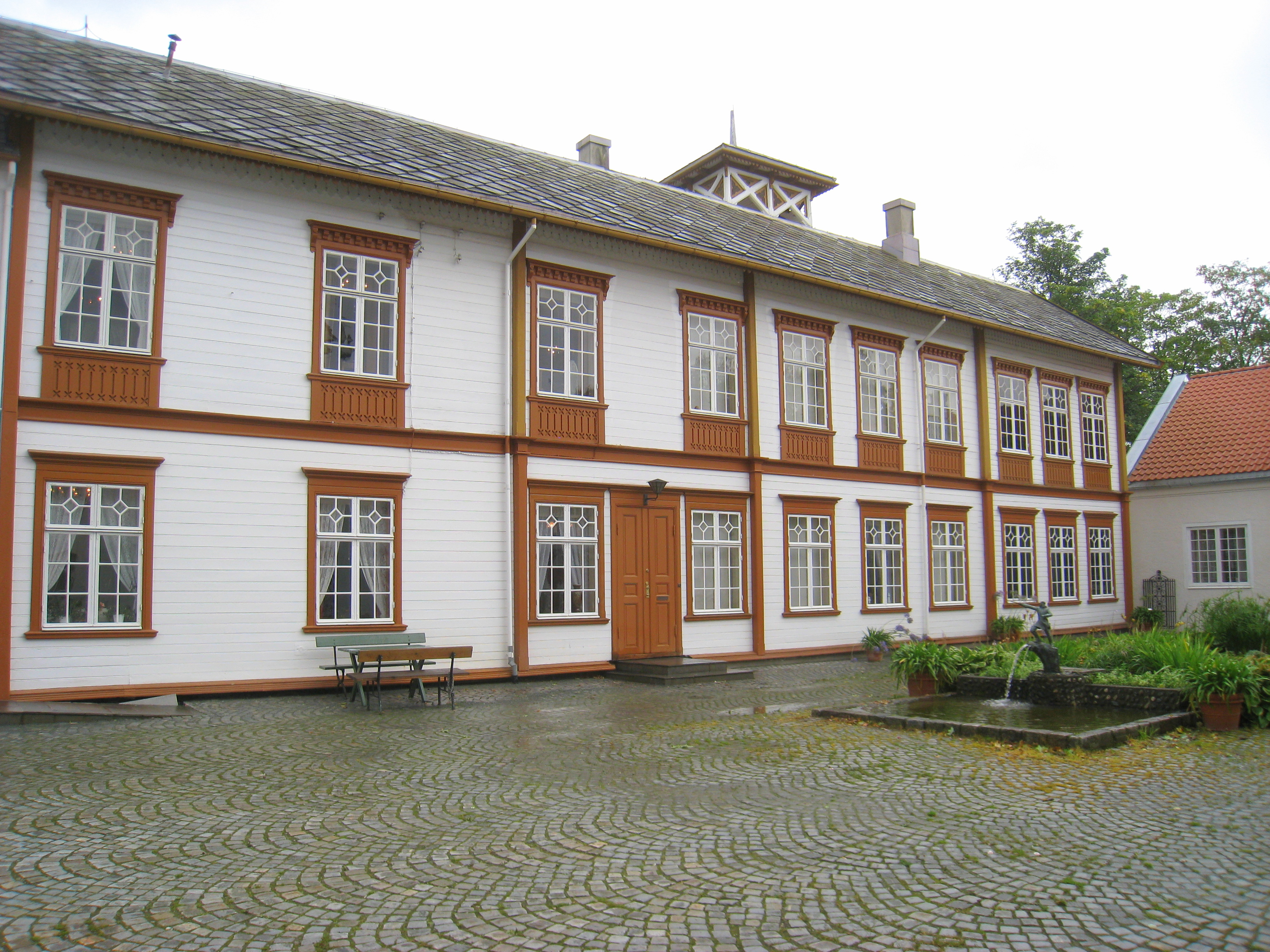